# Cikampek Timur
Cikampek Timur is een bestuurslaag in het regentschap Karawang van de provincie West-Java, Indonesië. Cikampek Timur telt 10.681 inwoners (volkstelling 2010).